# Diclazepam
Diclazepam (2′-Chlordiazepam) ist eine chemische Verbindung aus der Gruppe der Benzodiazepine und wirkt analog zu Diazepam.

## Entdeckung
Diclazepam wurde erstmals 1960 von einem Kollektiv um Leo Sternbach bei Hoffmann-La Roche synthetisiert. Die Wirkung ähnelt dem anderer Benzodiazepine: es wirkt angstlösend, krampflösend, hypnotisch, beruhigend, muskelrelaxierend und amnestisch.
Man schätzt, dass die Wirkung von 1 mg Diclazepam etwa der von 5–10 mg Diazepam entspricht.

## Rechtslage
In Deutschland wurde Diclazepam mit der 30. Verordnung zur Änderung betäubungsmittelrechtlicher Vorschriften vom 11. November 2015 dem BtMG in der Anlage II als verkehrs-, aber nicht verschreibungsfähige Substanz unterstellt.